# 蒼姓
苍姓是中文姓氏之一，在《百家姓》中排第287位。在现代是极罕见的姓氏。

## 起源
苍姓是多种来源：
1. 出自姬姓，后以祖先名为姓。相传帝尧时有颛顼后代高阳氏子弟八人，皆为治世能臣，时称“八恺”。八恺中的老大名为苍舒，他的子孙即是以苍为姓，为苍舒氏。
2. 出自姬姓，以后祖先名为姓。相传黄帝之子苍林后代也有以苍为姓者。
3. 以地名为姓。周朝百越之地有个叫苍悟的地方，后为楚地，当地便有人以地名为姓。
4. 以官职名为姓。《广韵》载：“仓，亦官名，齐职仪曰大仓令，周司徒属官有禀人，他人，则其职也。”《通志·氏族略》：“或言古有世掌他庾者名以为氏。”

## 郡望
- 武陵郡：汉高帝时置，郡治为义陵，今湖南溆浦县南。

## 延伸阅读
[在维基数据编辑]
 《百家姓》
 《欽定古今圖書集成·明倫彙編·氏族典·蒼姓部》，出自陈梦雷《古今圖書集成》